# Клауцен, Арнольд Петрович
Клауцен, Арнольд Петрович (латыш. Arnolds Klaucēns; р. 23 августа 1937 года, с. Улёты Читинской области) — советский и латвийский политик. Первый секретарь Рижского горкома Коммунистической партии Латвии (1985—1991), народный депутат СССР.

## Биография

### Ранние годы
Арнольд Петрович Клауцен родился в семье прокурора Улётовского района Читинской области Петра Петровича Клауцена (1897—1983) и его супруги Софьи Дмитриевны (урождённой Смирновой, 1905—1981). Отец происходил из Латгалии, Рубенской волости Илукстского уезда.
В 1940 году семья переехала во Владимирскую область, где Пётр Петрович работал на хозяйственных должностях. Мобилизации в армию он не подлежал по возрасту (44 года на начало войны) и состоянию здоровья (инвалидность по тромбофлебиту). Во время войны его направили председателем колхоза в деревню Красново под Муромом.
После войны его направили в Латвию, где поручили должность парторга машинно-тракторной станции в посёлке Вецумниеки Бауского района.
Арнольд и его старший брат Эдуард пошли там в латышскую школу, хотя родным языком своего отца не владели.
В 1947 году Петра Петровича перевели на работу в Акнисте, где дети снова пошли в латышскую школу. После года учёбы мать, обеспокоенная низким качеством знаний мальчиков, настояла на их переводе в семилетку с русским языком обучения, которую они и закончили в 1953 году.
Арнольд поступил в Рижский строительный техникум на специальность «Производство стальных конструкций» и подрабатывал на Рижском мотозаводе «Саркана звайгзне». По его окончании в 1957 году получил распределение на Урал, в Свердловск, мастером строительного участка треста «Стальмонтаж-5» на заводе «Уралмаш».
Осенью того же года Арнольда призвали в Советскую армию, где он приобщился к комсомольской работе: организовывал спортивные соревнования, выпуск стенгазет, работу ленинской комнаты. Его служба проходила на Урале, в городах Реж и Березники.
Завершив службу досрочно в июле 1960 года, чтобы успеть поступить в институт, Клауцен успешно выдержал экзамены на факультет промышленного и гражданского строительства Рижского политехнического института в группе абитуриентов, не имевших стажа работы. Такие первокурсники были обязаны днем работать на предприятии по будущей специальности, а учиться по вечерам, но их обеспечивали общежитием. Это для Клауцена было решающим фактором, а работать было необходимо, чтобы обеспечивать себя.
Во время учёбы Арнольд Клауцен работал на заводе «Монтажник». Директор завода Исаак Рафаилович Каплан выдвинул его на должность секретаря партийной организации, что определило дальнейшую судьбу молодого человека. В 1965 году он перешел на работу в Октябрьский райком партии г. Риги.
На третьем курсе Клауцен познакомился с работницей завода ВЭФ Анной Чубенко, которая также училась на вечернем отделении РПИ. 12 марта 1966 года пара поженилась, и в том же году Арнольд и Анна завершили высшее образование, став дипломированными инженерами-строителями.

### На партийной работе
В 1968 году Клауцена избрали секретарём Октябрьского райкома партии, а в 1970-м пригласили возглавить отдел строительства Рижского горкома.
В середине 1973 года Клауцена выдвигают на пост первого секретаря Московского райкома партии города Риги вместо Эрика Яновича Аушкапа, избранного первым секретарём Рижского городского комитета Компартии Латвии. В Московском районе в тот момент проживало около 200 тысяч человек, а райком партии курировал партийные организации Прибалтийской железной дороги, РКИИГА, Академии наук Латвийской ССР, множества крупных промышленных предприятий.
На посту первого секретаря райкома Клауцен утверждал, что выработал свои принципы руководства, которым следовал в дальнейшем[значимость факта?].
- Во-первых, опора на команду: аппарат работников райкома и партийный актив в низовых организациях.
- Во-вторых, подбор кадров с формированием резерва руководителей из наиболее талантливых партийных работников.
- В-третьих, организация взаимодействия хозяйственных руководителей с партийными организаторами так, чтобы первых не подминали под себя вторых, а пользовались силой общественной организации для улучшения работы предприятия[6].

В 1976 году Клауцен впервые был избран депутатом Верховного совета Латвийской ССР.
В 1978 году Клауцена переводят в Рижский горком партии на пост секретаря по строительству, а затем, в 1980 году — в Лиепаю, где он возглавляет горком партии по рекомендации ЦК Компартии Латвии. Использовав приближение 40-летия обороны Лиепаи в 1941 году, горком партии смог убедить Госплан в необходимости выделить дополнительные средства на благоустройство города. Помог и Балтфлот, чья база располагалась в Лиепае. Город был разбит на зоны, закреплённые за шефствующими промышленными предприятиями, которые вместе с горисполкомом за год привели Лиепаю в порядок.
В мае 1984 года Клауцена переводят в аппарат ЦК, поручив руководство отделом лёгкой промышленности.

### Во главе Рижского горкома
25 июня 1985 года Клауцен был избран первым секретарём Рижского горкома партии. Одновременно он становится членом бюро ЦК Компартии Латвии. В этой должности он проработал 6 лет, три из которых прошли в обстановке острого противостояния с возникшим с одобрения высшего советского руководства Народным фронтом Латвии.
Рига в эти годы была крупнейшим промышленным центром СССР, где производилась половина советских мопедов, треть электропоездов, четверть трамваев, а также поставлявшиеся на экспорт в более чем 50 стран мира акустические системы «Радиотехники», телефонные станции ВЭФ. Объем промышленного производства города составлял 5.3 млрд рублей. Горком беспокоило то, что доля продукции высшего качества и продукции с экспортным потенциалом составляла примерно пятую часть в общем объеме, и сконцентрировался на задачах технического перевооружения предприятий.
Клауцен возглавил Рижский горком, когда в латвийской столице остро стояла жилищная проблема. Жилой фонд объемом 14.7 млн кв.м. (270,8 тыс. квартир) был изношен на 35,3 % при среднем показателе по городам СССР 17 %. В аварийных квартирах проживало почти 14 тыс. семей, в коммуналках — 40 тыс. семей.
Не хватало мест в поликлиниках и больницах, в очереди на место в детском садике стояло 22 тысячи детей.
В 1989 году Клауцена избирают депутатом Съезда народных депутатов СССР.
19 августа 1991 года Клауцен с супругой и младшей дочерью возвратился в Ригу из отпуска в санатории и узнал о создании ГКЧП. В тот же день его вызвали в Москву на заседание Комитета по обороне и государственной безопасности Верховного Совета СССР, членом которого он был. Заседание состоялось 20 августа, было принято решение заслушать министра внутренних дел СССР Б. К. Пуго и Председателя КГБ СССР В. А. Крючкова 21 августа, однако в этот день августовский путч провалился. В Латвии Компартия 24 августа была объявлена вне закона, все ее работники уволены.

### В России
В то время, как в Риге был арестован первый секретарь ЦК Компартии Латвии А. П. Рубикс, Арнольд Клауцен выполнял свои обязанности в комитете Верховного Совета СССР. В Ригу он вернулся в середине ноября 1991 года, узнав, что против него как члена Вселатвийского комитета общественного спасения, созданного на массовой манифестации Интерфронта в январе 1991 года, возбуждено уголовное дело. Оно было прекращено 4 августа 1992 года за отсутствием состава преступления. Однако латвийские власти внесли его в список персон нон-грата, этот запрет удалось отменить только в 2010 году.
Столкнувшись с большими трудностями при устройстве на работу, Клауцен принял решение перебраться в Россию, что и сделал в 1992 году, организовав частный бизнес в сотрудничестве с некоторыми из бывших коллег по партийному аппарату.
Он стал членом правления фонда «Соотечественники», основанного при Комитете по делам миграции Правительства РФ.
В 2001—2013 годах работал в Комитете по делам миграции Правительства Москвы и в Московской городской думе.

## Книги
- «Песенная революция. Как латышские националисты победили красных латышских стрелков» Архивная копия от 18 апреля 2019 на Wayback Machine (Воспоминания, свидетельства, размышления). — Москва-Санкт-Петербург, 2018. - 425 с.
- «На стыке веков. Записки на полях истории (из жизни семьи)». — Москва, 2018. - 82 с.